# 李释回
李释回（？—？），宋朝政治人物。
李释回曾于1010年接替孟虚舟任华亭县知县一职，1012年由董抗接任。